# Casemate du Seelberg Est
La casemate du Seelberg Est est une casemate d'intervalle CORF de la ligne Maginot, située sur la commune de Petit-Réderching, dans le département de la Moselle.

## Position sur la ligne
Faisant partie du sous-secteur du Légeret, dans le secteur fortifié de Rohrbach, les casemates du Seelberg Ouest et du Seelberg Est sont intégrées à la « ligne principale de résistance » entre la casemate de Petit-Réderching Est à l'ouest et celle du Judenhof à l'est, le tout couvert par l'artillerie de l'ouvrage du Simserhof plus à l'est.

## Description
Le couple de casemates du Seelberg sont en fait deux blocs d'infanterie d'un ouvrage inachevé faute de crédits : l'ouvrage du Seelberg. Le deux casemates ne sont pas reliées, mais ont chacun un escalier en puits, celle de l'Ouest se terminant en cul-de-sac, celle de l'Est avec une amorce de galerie. Elles sont aménagées de part et d'autre de la cote 362, le sommet d'une croupe dominant tout le nord-est de la commune de Petit-Réderching, Seelberg Ouest à 355 m d'altitude, Seelberg Est à 359 m.
La Seelberg Est est une casemate simple du modèle « nouveaux fronts » (modèle 1930), dont l'armement principal devait tirer en flanquement le long de la ligne, vers l'est. Elle est donc équipée en façade avec deux créneaux de tir cuirassés sous béton, l'un pour un jumelage de mitrailleuses (qui peut être remplacé par un antichar de 47 mm : JM/AC 47), l'autre uniquement pour un second jumelage de mitrailleuses.
La protection rapprochée était confiée à des créneaux pour fusil-mitrailleurs et à des goulottes lance-grenades, avec en toiture une « cloche pour guetteur et fusil-mitrailleur » (cloches GFM type A). L'étage inférieur, en sous-sol, abritait un groupe électrogène et le système de ventilation et de filtrage (en cas d'alerte au gaz).

## État actuel
À l’abandon.